# Eumetor liriopides
Eumetor liriopides är en kräftdjursart som beskrevs av Robby August Kossmann 1872. Eumetor liriopides ingår i släktet Eumetor och familjen Cryptoniscidae.
Artens utbredningsområde är havet kring Filippinerna. Inga underarter finns listade i Catalogue of Life.